# 20D/Westphal
20D/Westphal, komet Halleyjeve vrste, objekt blizu Zemlji.